# Dendromus
Dendromus es un género de ratones trepadores africanos de la familia Nesomyidae, aunque este término se utiliza para describir a todos los miembros de la subfamilia Dendromurinae. El género se limita actualmente al África subsahariana, pero fósiles clasificados del género se han encontrado desde finales del Mioceno en depósitos de Arabia y Europa.

## Características
Los ratones en el género Dendromus son pequeños (de cabeza y cuerpo: 5-10 cm) con relativamente largas colas (6-13 cm). Esta cola es semi- prensil y proporciona una ayuda en la escalada. El pelaje es denso de color gris o marrón y una o dos bandas están presentes en la espalda. A diferencia de la mayoría de los roedores, estos ratones tienen sólo tres dedos en cada mano. 

## Especies
Se reconocen las siguientes:
- Dendromus insignis (Thomas, 1903)
- Dendromus kahuziensis Dieterlen, 1969
- Dendromus leucostomus[nota 1] Monard, 1933
- Dendromus kivu[nota 2]Thomas, 1916
- Dendromus lachaisei[nota 3] Denys & Aniskine, 2012
- Dendromus lovati (de Winton, 1900)
- Dendromus melanotis (A. Smith, 1834)
- Dendromus mesomelas (Brants, 1827)
- Dendromus messorius Thomas, 1903
- Dendromus mystacalis (Heuglin, 1863)
- Dendromus nyasae [nota 4] Thomas, 1916
- Dendromus nyikae Wroughton, 1909
- Dendromus oreas Osgood, 1936
- Dendromus ruppi[nota 5] Dieterlen, 2009
- Dendromus vernayi Hill & Carter, 1937